# 컬리넌 다이아몬드

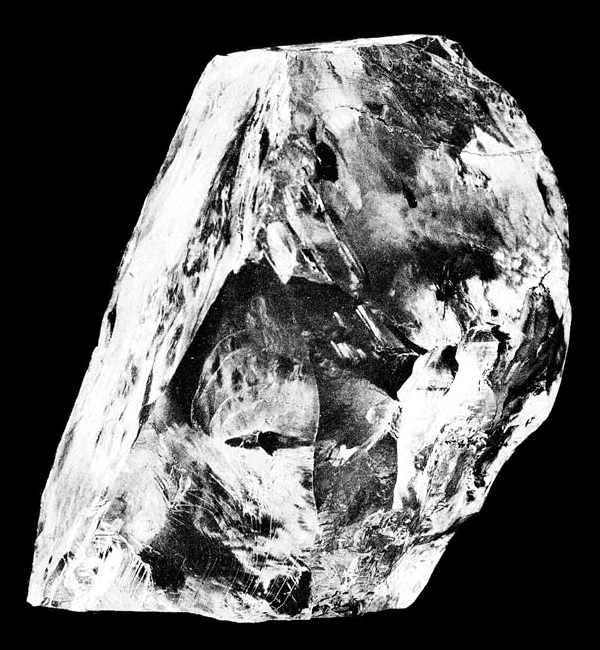
컬리넌 다이아몬드 원석

컬리넌 다이아몬드(Cullinan Diamond)는 역사상 발견된 다이아몬드 중 가장 거대한 다이아몬드이다. 무게는 3,106 캐럿 (621.20 g)이고 대영 제국 트란스발 식민지(현 남아프리카 공화국)의 컬리넌에 있는 프리미어 넘버 투 광산에서 1905년 1월 26일에 채굴되었다. 컬리넌 다이아몬드라는 이름은 광산의 소유주인 토마스 컬리넌의 이름을 따 붙여졌다. 1905년 4월 런던의 보석상 카탈로그에 이름을 올렸는데, 등장한 때 부터 세간의 관심을 한 몸에 받았음에도 불구하고 2년동안 낙찰자가 나타나지 않던 중 1907년 트란스발 식민지 정부가 이를 구매한다. 트란스발의 총독이었던 루이스 보타는 당시 대영제국의 황제였던 에드워드 7세에게 이를 선물했다. 보석은 이후 암스테르담의 조지프 아셔가 8개월 간 세공했다.
컬리넌 다이아몬드는 여러 조각으로 나뉘었는데, 가장 큰 덩어리인 컬리넌 1은 530.4 캐럿 (106.08 g)으로, 현존하는 세공된 다이아몬드 중 가장 거대한 것이다. 컬리넌 1은 현재 영국의 대관보기 중 왕홀의 머리에 부착되어 있다. 두 번째로 큰 덩어리는 컬리넌 2인데, 무게는 317.4 캐럿 (63.48 g)로 영국의 제국관에 부착되어 있다. 그 외의 커다란 7 조각은 총합 208.29 캐럿 (41.66 g)로 테크의 메리가 소유했다가 그녀의 손녀인 엘리자베스 2세에게 상속되었다. 나머지 작은 조각들도 영국 황실이 소유중이다.